# Повіт Абута
Пові́т А́бута (яп. 虻田郡, あぶたぐん, МФА: [abuta guɴ]) — повіт в Японії, в округах Сірібесі й Ібурі префектури Хоккайдо.